# Peter Gould
Peter Gould es un guionista, productor y director estadounidense conocido por haber trabajado en Breaking Bad.
Gould es además el cocreador del spin-off Better Call Saul junto con Vince Gilligan. La serie consiste en una precuela de Breaking Bad centrada en el personaje de Saul Goodman (Gould fue el guionista del episodio que introdujo a Saul en Breaking Bad) Gould escribió un total de once episodios de Breaking Bad y dirigió dos (el episodio «Problem Dog» es el debut de Gould como director en televisión). En Better Call Saul, ha escrito los dos primeros episodios.

## Carrera
Después de graduarse de la universidad, hizo comerciales en Nueva York durante un tiempo antes de ingresar a la Escuela de Cine de la USC.
En 2008, se unió al equipo de redacción de la primera temporada de Breaking Bad como editor de historias. Escribió el episodio de la primera temporada "A No-Rough-Stuff-Type Deal".  El personal de redacción de la primera temporada fue nominado para el premio Writers Guild of America (WGA) a la mejor serie nueva en la ceremonia de febrero de 2009.
Gould fue ascendido a editor ejecutivo de historias para la segunda temporada. Escribió los episodios de la segunda temporada "Bit by a Dead Bee"  y "Better Call Saul".  El equipo de redacción fue nominado al premio WGA a la mejor serie dramática en la ceremonia de febrero de 2010 por su trabajo en la segunda temporada. Gould fue ascendido a productor para la tercera temporada y escribió el episodio "Caballo sin nombre"  y coescribió el episodio "Kafkaesque" con el también productor George Mastras. Gould fue ascendido nuevamente a productor supervisor para la cuarta temporada en 2011.
En 2011, escribió la película para televisión de HBO Too Big to Fail, basada en el libro homónimo de Andrew Ross Sorkin, que narra los acontecimientos de la crisis financiera de 2008 y el colapso de Lehman Brothers desde el punto de vista de los directores ejecutivos de Wall Street y reguladores gubernamentales de Estados Unidos. 
Con Gilligan, se convirtió en cocreador y co-showrunner de la serie derivada Better Call Saul. El programa debutó el 8 de febrero de 2015 y fue el estreno de una serie de televisión por cable de mayor audiencia hasta la fecha. Gould se convertiría en el único showrunner de la serie después de que Gilligan dejara el equipo de redacción a principios de la tercera temporada para centrarse en otros proyectos. Esta transición había sido planeada desde el debut del programa.
El episodio "Uno" de la primera temporada de Better Call Saul ganó el premio Writers Guild of America 2015 al Mejor Episodio Dramático en febrero de 2016. El episodio fue escrito por Gould y Gilligan.
En 2017 y 2022, Better Call Saul fue honrado con un Premio Peabody por "desarrollar su propio tono único que mezcla drama legal, thriller criminal y comedia negra".

## Filmografía

### Guion
| Año  | Título          | Cometido             | Notas                    |
| ---- | --------------- | -------------------- | ------------------------ |
| 1994 | Double Dragon   | Coguionista          | Basado en el videojuego  |
| 2000 | Meeting Daddy   | Guionista y director |                          |
| 2011 | Too Big to Fall | Guionista            | Película para televisión |

### Créditos en episodios de televisión
| Año  | Programa         | Temporada | Número de episodio | Título                       | Director | Escritor | Notas                            |
| ---- | ---------------- | --------- | ------------------ | ---------------------------- | -------- | -------- | -------------------------------- |
| 2008 | Breaking Bad     | 1         | 7                  | "A No-Rough-Stuff-Type Deal" |          | Sí       |                                  |
| 2009 | Breaking Bad     | 2         | 3                  | "Bit by a Dead Bee"          |          | Sí       |                                  |
| 2009 | Breaking Bad     | 2         | 8                  | "Better Call Saul"           |          | Sí       |                                  |
| 2010 | Breaking Bad     | 3         | 8                  | "Caballo sin Nombre"         |          | Sí       |                                  |
| 2010 | Breaking Bad     | 3         | 9                  | "Kafkaesque"                 |          | Sí       | Coescrito con George Mastras     |
| 2010 | Breaking Bad     | 3         | 12                 | "Half Measures"              |          | Sí       | Coescrito con Sam Catlin         |
| 2011 | Breaking Bad     | 4         | 7                  | "Problem Dog"                | Sí       | Sí       |                                  |
| 2011 | Breaking Bad     | 4         | 10                 | "Salud"                      |          | Sí       | Coescrito con Gennifer Hutchison |
| 2012 | Breaking Bad     | 5         | 3                  | "Hazard Pay"                 |          | Sí       |                                  |
| 2013 | Breaking Bad     | 5         | 9                  | "Blood Money"                |          | Sí       |                                  |
| 2013 | Breaking Bad     | 5         | 15                 | "Granite State"              | Sí       | Sí       |                                  |
| 2015 | Better Call Saul | 1         | 1                  | "Uno"                        |          | Sí       | Coescrito con Vince Gilligan     |
| 2015 | Better Call Saul | 1         | 2                  | "Mijo"                       |          | Sí       |                                  |
| 2015 | Better Call Saul | 1         | 10                 | "Marco"                      | Sí       | Sí       |                                  |
| 2016 | Better Call Saul | 2         | 9                  | "Nailed"                     | Sí       | Sí       |                                  |
| 2017 | Better Call Saul | 3         | 1                  | "Mabel"                      |          | Sí       | Coescrito con Vince Gilligan     |
| 2017 | Better Call Saul | 3         | 10                 | "Lantern"                    | Sí       |          |                                  |
| 2018 | Better Call Saul | 4         | 1                  | "Snoke"                      |          | Sí       |                                  |
| 2018 | Better Call Saul | 4         | 10                 | "Winner"                     |          | Sí       | Coescrito con Thomas Schnauz     |
| 2020 | Better Call Saul | 5         | 1                  | "Magic Man"                  |          | Sí       |                                  |
| 2020 | Better Call Saul | 5         | 10                 | "Something Unforgivable"     | Sí       | Sí       | Coescrito con Ariel Levine       |
| 2022 | Better Call Saul | 6         | 1                  | "Wine and Roses"             |          | Sí       |                                  |
| 2022 | Better Call Saul | 6         | 13                 | "Saul Gone"                  | Sí       | Sí       |                                  |